# Дейвис (озеро)
Дейвис — озеро, расположенное на границе округов Дешут и Кламат в американском штате Орегон. Площадь водного зеркала — 15,8 км² (6,1 кв. миля). Объём — 0,044 млн м³ (36 акр-футов). Средняя глубина — 2,7 м (9 футов), максимальная достигает 6,1 м (20 футов).

## История
Озеро Дейвис образовалось в результате извержения вулкана, которое перекрыло русло ручья Оделл. В результате этого образовалось озеро площадью около 1200 гектар в зимние месяцы. Однако летом приток воды из ручьев Оделл и Рейнджер не успевает заполнить озеро, и оно становится значительно меньше.
В озере Дейвис разрешена рыбная ловля исключительно методом нахлыста. Использование моторных лодок не запрещено, а в соответствии с Правилами спортивной рыбалки штата Орегон, принятыми в 2013 году, допускается троллинг. Скорость движения ограничена шестнадцатью километрами в час.
На берегах озера расположены три кемпинга: по одному на западной и восточной сторонах и один рядом с потоком лавы. В общей сложности в этих кемпингах предусмотрено семьдесят отдельных мест для размещения.
Все три кемпинга оборудованы кострищами, столами для пикника и туалетами. Кемпинги на восточной и западной сторонах также предоставляют доступ к воде. Разрешена только ловля рыбы нахлыстом с использованием искусственных мушек. В озере разводят радужную форель, чтобы способствовать её естественному размножению. Радужная форель питается инвазивным голавлём туи.